# Marit Malm Frafjord
Marit Malm Frafjord   (Tromsø, 25 de novembre de 1985) és una jugadora d'handbol noruega, guanyadora de tres medalles olímpiques.

## Biografia
Va néixer el 25 de novembre de 1985 a la ciutat de Tromsø, població situada al comtat de Troms.

## Carrera esportiva
Membre del club Larvik HK com a pívot, va participar als 22 anys als Jocs Olímpics d'Estiu de 2008 realitzats a Pequin (Xina), on va guanyar la medalla d'or amb la selecció de noruega, un fet que repetí en els Jocs Olímpics d'Estiu de 2012 celebrats a Londres (Regne Unit). En els Jocs Olímpics d'Estiu de 2016 realitzats a Rio de Janeiro (Brasil) aconseguí la medalla de bronze.
Al llarg de la seva carrera ha guanyat tres medalles al Campionat del Món, una d'elles d'or; quatre medalles al Campionat d'Europa d'handbol, tres d'elles d'or.